# Carrington (cratère)
 (mars 2025).
Pour les articles homonymes, voir Carrington.
Carrington est un cratère d'impact lunaire situé juste au nord-est du cratère Schumacher (en), dans la partie nord-est de la face visible de la Lune. Carrington a été nommé par l'Union astronomique internationale en 1935. Il se trouve sur une étendue de terrain accidenté entre deux petites mers lunaires, avec Lacus Temporis au nord-ouest et le plus petit Lacus Spei à l'est. Au nord-est de Carrington se trouve Mercurius (en).
Le pourtour de Carrington est relativement sobre, avec une légère saillie à l'extrémité nord donnant à la formation une forme de goutte d'eau. Le sol intérieur est presque plat et sans relief.